# Volvo Baltic Race
Volvo Baltic Race var en kappsegling runt Östersjön. Volvo Baltic Race startade 2003 och VO 60-båtar används.

## Ben 2004
- 19 juni Göteborg, kort havskappsegling
- 20 juni Göteborg - Köpenhamn, Læsø och Anholt skall passeras om styrbord
- 23 juni Köpenhamn - Kiel
- 25 juni Kiel, bankappsegling
- 26 juni Kiel - Sandhamn med stopp i Warnemünde
- 2 juli Parade of Sail, Stockholm
- 4 juli Gotland Runt, start i Sandhamn
- 7 juli Sandhamn, bankappsegling

## Vinnare
- 2003 - TeamRS[1]
- 2004 - Sony Ericsson[2]

### Fotnoter
1. ↑  ”Volvo Baltic Race - resultat”. Vimare. 7 juli 2003. http://www.viamare.se/press/volvo-baltic-race-resultat. Läst 6 augusti 2015.
2. ↑  ”Sony Ericsson vann Volvo Baltic Race”. Skärgårdsbryggan. 12 juli 2004. Arkiverad från originalet den 5 mars 2016. https://web.archive.org/web/20160305042250/http://xn--skrgrdsbryggan-6hbs.se/index.lasso?t=311558337. Läst 6 augusti 2015.